# Bucyrus, Ohio
Bucyrus [bjuːˈsaɪrəs] är administrativ huvudort i Crawford County i delstaten Ohio. Bucyrus hade 12 362 invånare enligt 2010 års folkräkning.